# Harold Rosson
Harold G. Rosson (ur. 6 kwietnia 1895 w Nowym Jorku, zm. 6 września 1988 w Palm Beach) – amerykański operator filmowy. Wyróżniony w 1936 honorowym Oscarem za kolorowe zdjęcia w filmie Ogród Allaha. Poza tym był nominowany pięciokrotnie do Oscara.
Był trzykrotnie żonaty. Jego drugą żoną była gwiazda Hollywood, aktorka Jean Harlow. Zmarł w wieku 93 lat. Został pochowany na Hollywood Forever Cemetery w Los Angeles w Kalifornii.

## Wybrana filmografia
- 1932: Kaprys platynowej blondynki
- 1934: Dziewczyna z Missouri
- 1934: Wyspa skarbów
- 1936: Ogród Allaha
- 1939: Czarnoksiężnik z Oz
- 1940: Gorączka nafty
- 1942: Odnajdę cię wszędzie
- 1944: 30 sekund nad Tokio
- 1948: Decyzja na komendę
- 1949: Na przepustce
- 1950: Asfaltowa dżungla
- 1950: Key to the City
- 1950: Uszczęśliwić kobietę
- 1952: Deszczowa piosenka
- 1953: Aktorka
- 1966: El Dorado